# Hans-Georg von Charpentier
Hans-Georg von Charpentier (Estrasburgo, 16 de julho de 1902 - Budapeste, 9 de março de 1945) foi um oficial alemão que serviu durante a Segunda Guerra Mundial. Foi condecorado com a Cruz de Cavaleiro da Cruz de Ferro. Hans-Georg von Charpentier foi morto em ação em Budapeste, Hungria.

## Carreira

### Patentes
SS-Hauptsturmführer

### Condecorações
| Cruz de Ferro 2ª Classe                                   |
| Cruz de Ferro 1ª Classe                                   |
| Cruz de Cavaleiro da Cruz de Ferro 29 de dezembro de 1942 |